# Glendon, Pennsylvania
Glendon là một thị trấn thuộc quận Northampton, tiểu bang Pennsylvania, Hoa Kỳ. Năm 2010, dân số của thị trấn này là 440 người.